# فینال جام در جام اروپا ۱۹۷۹
فینال جام در جام اروپا ۱۹۷۹، رقابت پایانی جام در جام اروپا در سال ۱۹۷۹ میلادی است که مابین دو تیم باشگاه فوتبال بارسلونا و باشگاه فوتبال فورتونا دوسلدورف برگزار شده‌است.
این مسابقه که در تاریخ ۱۶ مه ۱۹۷۹ انجام شده‌است با نتیجه ۴ بر ۳ به سود تیم باشگاه فوتبال بارسلونا به پایان رسید.